# Krapatchouk
Pour plus de détails, voir Fiche technique et Distribution.
Krapatchouk est une comédie hispano-franco-belge écrite et réalisée par Enrique Gabriel et sortie en 1992.

## Fiche technique
Source IMDb
- Titre original : Krapatchouk
- Titre français : Krapatchouk
- Réalisation : Enrique Gabriel
- Scénario : Enrique Gabriel
- Photographie : Raúl Pérez Cubero
- Montage : Isabelle Dedieu
- Musique : Victor Kissine
- Pays d'origine :  France,  Belgique,  Espagne[2]
- Langue originale :
- Format : couleur
- Genre : comédie
- Durée : 91 minutes
- Dates de sortie : 
  - Tchécoslovaquie : 1992 (Festival international du film de Karlovy Vary)
  - France : 7 avril 1993
  - Hongrie : 19 avril 1993

## Distribution
Source IMDb
- Guy Pion : Polsi
- Pyotr Zaychenko : Tchelorek
- Ángela Molina : Lisa
- Didier Flamand : Lagachis
- Jean-Pierre Sentier : Marceau
- Oscar Ladoire (es) :
- Hadi El Gammal : Ahmed
- Serge-Henri Valcke : Fuselier
- Mary Santpere : Cornélia
- Serge Marquand : Philemon
- Jean-Christophe Bouvet : Ministre
- Catherine Vichniakoff : Femme Projévitsa
- Raymond Avenière : Patron entrepôt
- Raúl Fraire : Alvarez
- Dieudonné Kabongo : Mahmoud
- Jacques Herlin : Travailleur immigré
- Jaoued Deggouj : Travailleur arabe
- Alexandre Cambas : Travailleur grec
- Nicole Duret : Secrétaire patron
- Michel Israël : Pampaloni
- Muriel Lejeune : Présentatrice TV
- Catherine Claeys : Préposée SNCF
- Hélène Gailly : Josiane
- Jean-François Politzer : Inspecteur SNCF
- Jean-Paul Humpers : Chef de service
- José María Sagone : Orateur conférence
- Yelena Samarina : Militaire soviétique
- Oscar F. Kolombatovich : Militaire américain
- Aïda Trujillo : Cartomancienne
- Bruno Georis : Lecteur train
- Elisabeth Rodriguez : Femme pressée
- Estelle Marion : Mathilde
- André Schonfeld : Ambassadeur URSS
- Romy Patton : Chouchou
- Felicitas Munin : Interprète conférence
- Anne Boutemy : Fille poursuite
- Fabrice Tebeka : Garçon poursuite

## Distinctions
- 1992 : Festival de Karlovy Vary : Globe de cristal